# Ніхон-буйо

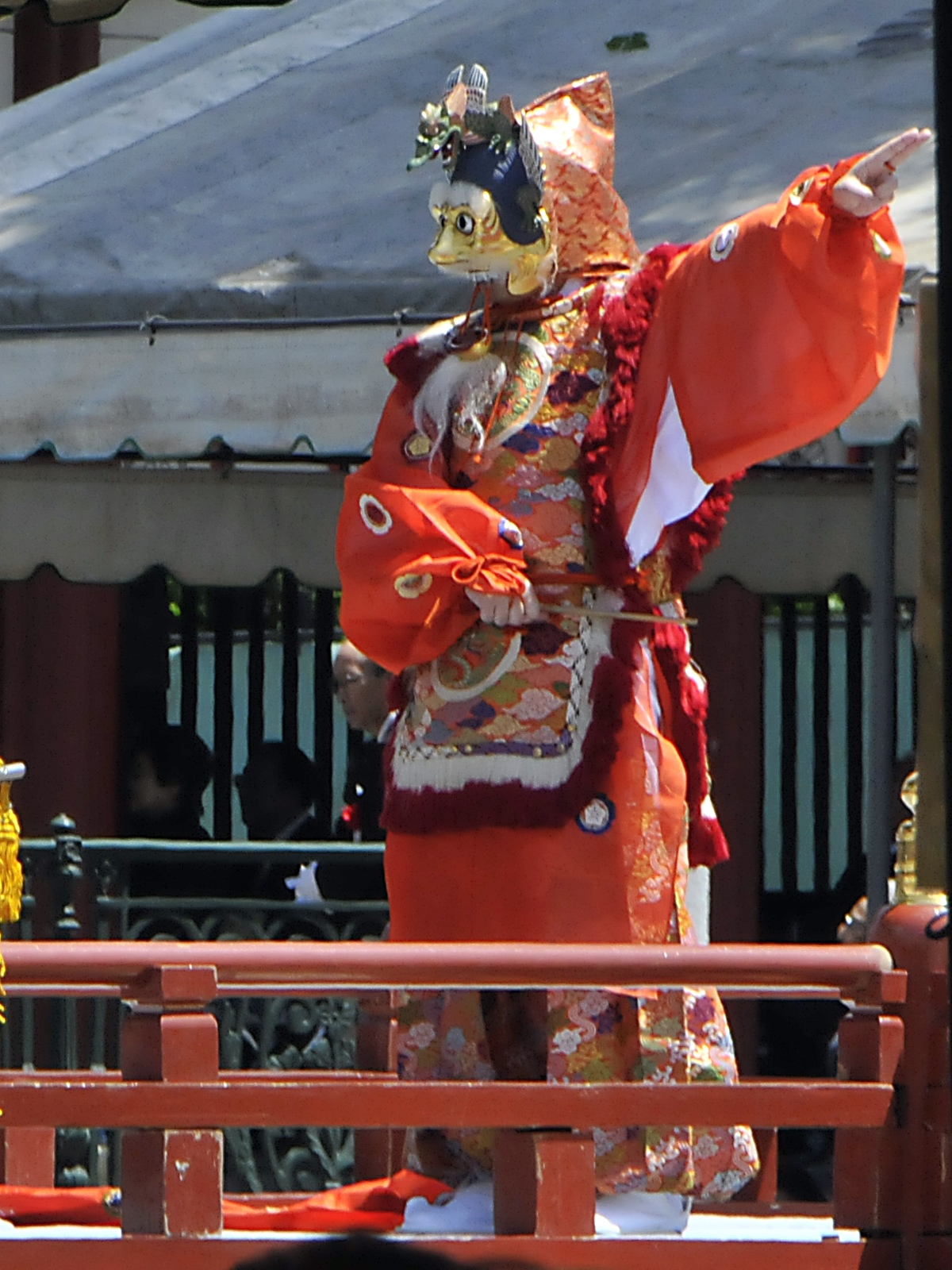

Традиційний японський танець (яп. 日本舞踊, ніхон буйо)  — група різновидів сценічного танцю, поширених в Японії. Слід зазначити, що в мистецтві Японії не прийнято чіткий поділ на жанри. Танці, театральне мистецтво, пісні, література, каліграфія впливали один на одного і розвивалися разом.

## Термінологія
Поняття «буйо» об'єднує два жанри танцю: танці (яп. 踊 り одорі), які виросли з сценічних вистав Кабукі, і танці (яп. 舞 май), що з'явилися з вистав «Но» і виконувані в закритих приміщеннях.
Зразковий розподіл ніхон-буйо на жанри включає кабукі одорі (яп. 歌舞 伎 踊 り, танці Кабукі), госюгімоно (яп. ご 祝 儀 も の святкові речі) — релігійний танець, камігата май (яп. 上方 舞, танець Камігати, вершків суспільства) і сосаку буйо (яп. 創作 舞 踊 зі: саку буйо, оригінальний танець).
Виконання танцю складається з прийняття безлічі заздалегідь відомих поз (яп. 方 ката). При цьому більшість танців не мають на увазі різких рухів і можуть бути виконані на півтора квадратних метрах підлоги. Торс майже весь час танцю строго вертикальний, ката розрізняються положенням голови, плечей, рук.
Підлога або сцена, на якій виконується ніхон-буйо, повинні дозволяти ковзання (яп. 摺 り 足 суріасі), тому для танцю необхідна або кімната, вистелена татамі, або підготовлена сцена.
У ніхон-буйо використовується техніка «дзе-ха-кю» (яп. 序 破 急 дзе ха кю :, введення, руйнування, раптовість). Це традиційна японська модель побудови послідовності дій, що використовується в бойових мистецтвах, японському театрі (Кабукі, Но, Дзерурі), японській чайній церемонії. «Дзе-ха-кю» стосовно до танців означає повільний вступ, покликаний створити атмосферу, розвиток дії, кульмінацію і стрімке завершення. Частини не повинні бути рівними за тривалістю: зазвичай «кю» найкоротша, а «ха» — найдовша.

## Історія
Мистецтво танцю існувало в Японії ще в дописемний період. В Кодзікі і Ніхонгі описаний міф про те, як богиню сонця Аматерасу, що сховалася в печері, змусила виглянути з притулку танцююча богиня Ама-но Удзуме-но мікото.
Розвиток танцю, як і інших традиційних мистецтв, отримав поштовх з поширенням буддизму. У період Сенгоку (XVI століття) жриці міко стали виступати у Камогава, між вулицями Сідзё і Гіоня. Тоді з'явився новий жанр релігійного танцю — нембуцу-одорі (яп. 念 仏 踊 り, «танець, що повторює ім'я Будди Аміди»). Багато танців, наприклад, Госюгімоно, народилися з релігійних церемоній і духовних практик.
Танець, разом з каліграфією, ікебаною та іншими мистецтвами вважався благотворним для розвитку жінки.
Протягом всієї історії в періоди миру японський танець процвітав. Час найвищої популярності ніхон-буйо — середина XIX століття. Найпопулярніші школи того часу — Накамура та Івада.
У XXI столітті традиційний танець залишається популярним; на багатьох мацурі в містах і селах організовуються сцени, де виконавці танцюють ніхон-буйо. Гейші навчаються танцям з репертуару своєї школи в період учнівства і виконують їх на бенкетах.

## Школи та ієрархія
У ніхон-буйо, як і в інших японських мистецтвах, прийнята система «іемото». Глава школи (Грандмастер, також званий терміном «іемото») вибирає методики навчання, якими будуть користуватися вчителі, репертуар; іемото розподіляє ліцензії на викладання і професійні імена (яп. 名 取 Наторі). Іемото вибирає аксесуари для танцю, інтерпретує фрагменти хореографії.
Ніхон-буйо, як і інші мистецтва, не прийнято займатися лише до досягнення якогось рівня. На відміну від західного підходу, коли учень може заснувати власну школу, японські виконавці доводять своє мистецтво до досконалості протягом усього життя.
Найвідоміші школи ніхон-буйо — Іноуе (яп.), Фудзіма-рю (яп. 藤 間 流 Фудзіма рю :), Вакаягі (яп. 若 柳 流 вакаягі рю :), Ханаягі (яп. 花柳 流 ханаягі рю :), Нісікава (яп. 若 柳 流 вакаягі рю :), Бандо (яп. 坂 東流 бандо: рю :), Нісікава (яп. 西川 流 Нісікава рю).

## Віяло

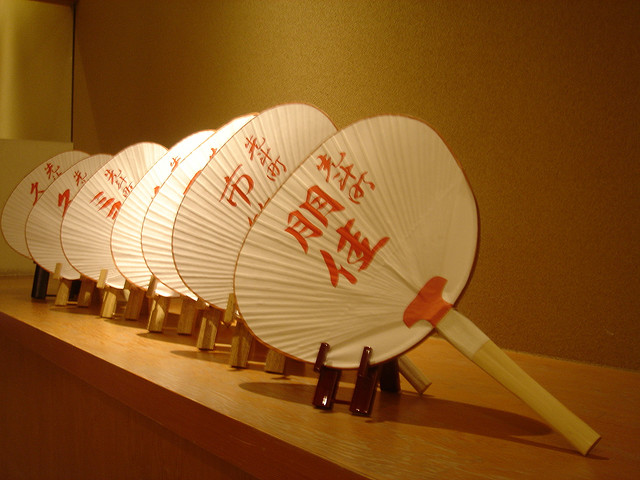
Віяла «утіва» з іменами майко, яким вони належали

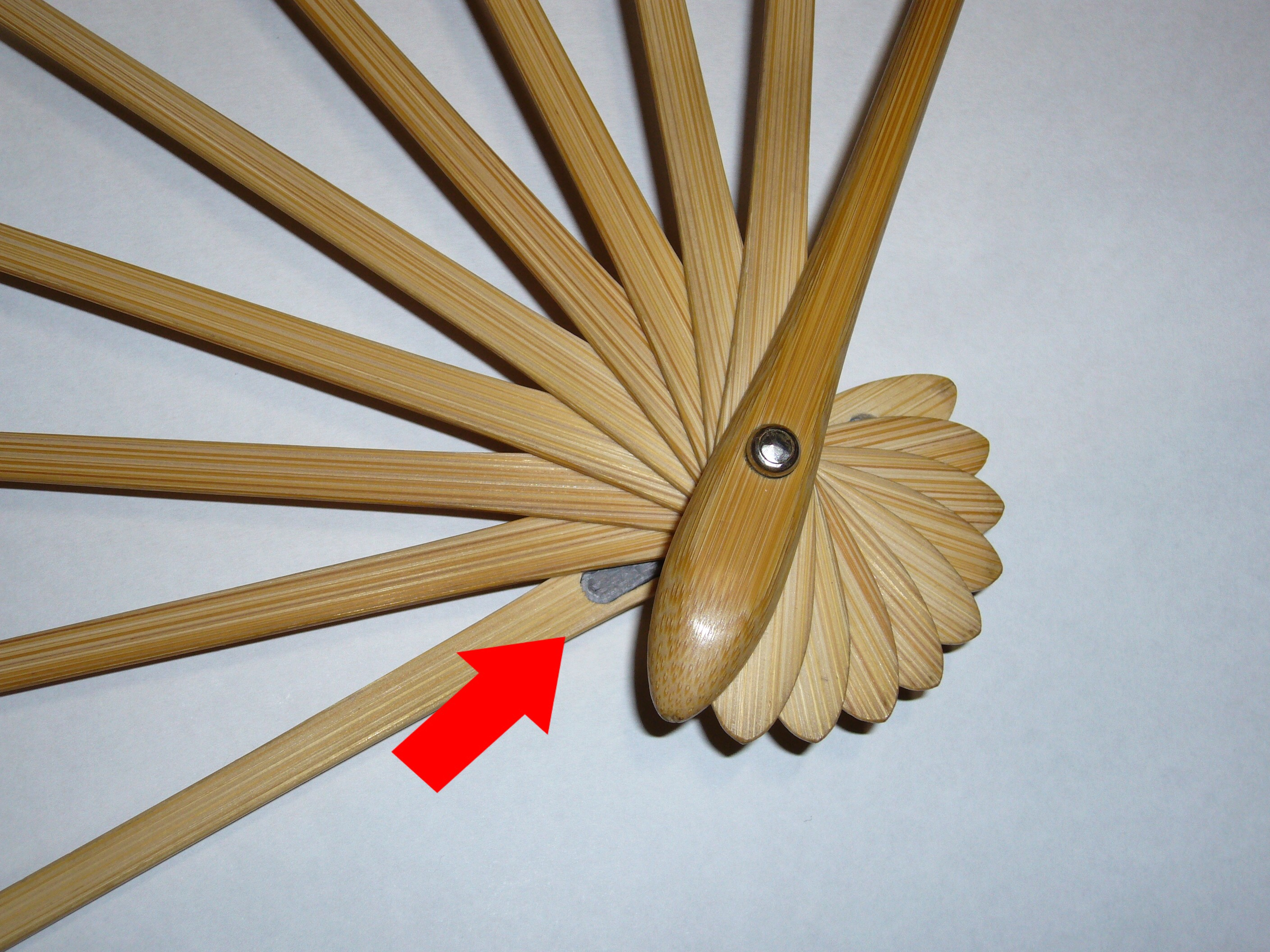
Складні віяла для танців додатково зміцнюють

Складаний віяло — головний танцювальний аксесуар. Він може означати дзеркало або (в напівзакритому стані) пляшку саке, меч, гребінець, метелика і так далі.
Перед кожним заняттям учень сідає перед учителем в позу сейдза, кладе між собою і ним складене віяло і кланяється до стелі. Цей ритуал проводиться в знак того, що учень залишив свої хвилювання і думки і готовий повністю віддатися навчанню. Танцювальне віяло (яп. 舞 扇 Май Про: ги) — важливий символ ніхон-буйо. Іемото на Новий Рік дарують учням віяла з емблемою школи, при цьому Наторі отримують більш пишні май Огі.

## Відомі танці

### Гіон коута

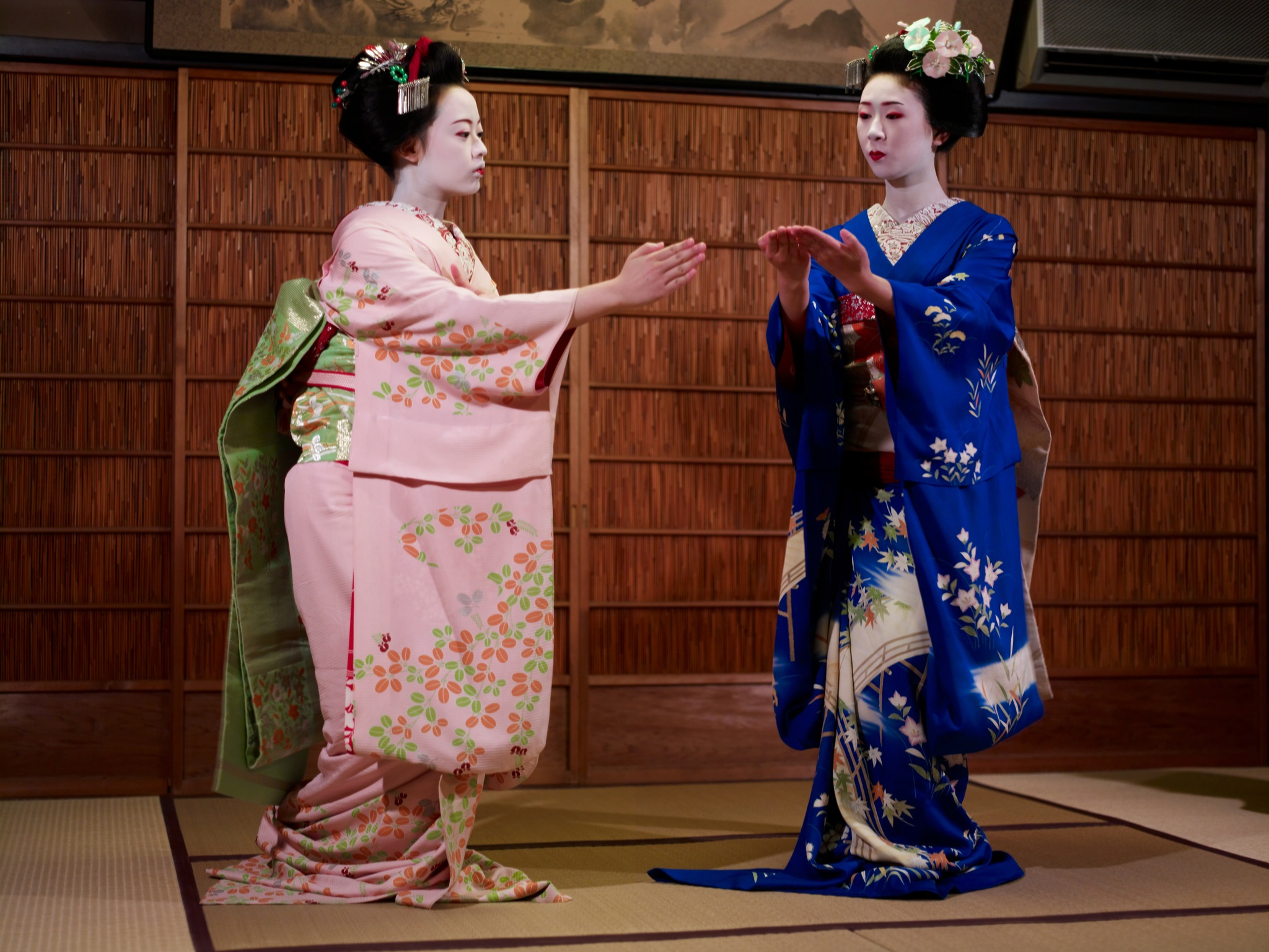
Майко танцюют Гіон коуту

Слова на музику з'явилися в 1930, їх автор — Мікіхіко Нагата — відомий письменник, який створив лірику до численних пісень про Гіона. Він же написав слова до пісень у фільмі «Гейша».
| Японський текст         | Переклад                                      |  |
| ----------------------- | --------------------------------------------- |  |
| 月はおぼろに東山        | Місяць в серпанку над Хігасіямою,             |  |
| 霞む夜毎のかがり火に    | Щоночі в світлі смолоскипів крізь туман       |  |
| 夢もいざよう紅桜        | Червона сакура запрошує помріяти.             |  |
| しのぶ思いを振袖に      | З сумом згадую фурісоде                       |  |
| 祇園恋しや だらりの帯よ | І коханий Гіоном розвіваючийся обі.           |  |
|                         |                                               |  |
| 夏は河原の夕涼み        | Літо. Насолоджуюся нічною прохолодою.         |  |
| 白い襟あしぼんぼりに    | У бомборі на білій шиї                        |  |
| かくす涙の口紅も        | Червона помада і непомітні сльози.            |  |
| 燃えて身をやく大文字    | Я горю мов полум'я даймондзи:                 |  |
| 祇園恋しや だらりの帯よ | Улюблений Гіоном дарарі-обі!                  |  |
|                         |                                               |  |
| 鴨の河原の水やせて      | Прохолодний вітер дме в висохлому руслі Камо. |  |
| 咽ぶ瀬音に鐘の声        | В захлинаючомуся звуці чути голос дзвона.     |  |
| 枯れた柳に秋風が        | У гілках засохлої верби осінній вітер         |  |
| 泣くよ今宵も夜もすがら  | Плаче! І цього вечора теж в'яне.              |  |
| 祇園恋しや だらりの帯よ | Улюблений Гіоном дарарі-обі!                  |  |
|                         |                                               |  |
| 雪はしとしとまる窓に    | Сніг ніжно лягає на кругле вікно.             |  |
| つもる逢うせの差向い    | Насолоджуйся таємною зустріччю,               |  |
| 灯影つめたく小夜ふけて  | Мені холодно навіть біля вогня. А ніч темніє. |  |
| もやい枕に川千鳥        | сидять на швартовочній тумбі.                 |  |
| 祇園恋しや だらりの帯よ | Улюблений Гіоном дарарі-обі!                  |  |

### Курокамі
Існує дві версії танцю Курокамі (яп. 黒 髪, чорне волосся): в стилі дзіута і в стилі нагаута. Ймовірно, спочатку музика і слова були написані в стилі дзіута композитором Ітідзюро Койде (яп. 湖 出 市 十郎). Однак найбільш ранній його запис — в жанрі нагаута. У 1784 «Курокамі» включений в уявлення О-акінай хіру га Кодзіма (яп. 大 商 蛭 小島, грандіозні веселощі на Кодзіма).
У виставі "Курокамі " виконує Тацуо-хіме (яп. 辰 姫, «принцеса Тацуо»), дочка полководця Іто але Сукетікі (яп. 伊 東 祐 親), коли Мінамото-но Йорітомо розбиває їй серце, віддавши перевагу Масако Ходзе (яп. 北 条 政 子).
Танець виконується солістом зі складним віялом «сенсу». В японській поетичній традиції чорне, як смола, волосся вважається символом жіночої краси, а розпускання традиційної зачіски, де волосся було високо піднято і закріплене, це явний натяк на те, що героїня перестала тримати себе в руках.
Лірика «Курокамі» містить численні алюзії: «пробудження після удару дзвона» — це саторі, «нападав білий сніг» в останньому рядку контрастує з першим рядком, де йдеться про прекрасне чорне волосся: лірична героїня чекає коханого, а її чудове волосся покриваються «снігом» сивини.
| Японський текст | Переклад                   |  |
| --------------- | -------------------------- |  |
| 黒髪の          | Чорне волосся              |  |
| 結ぼれたる      | сплутуваю                  |  |
| 思いには        | в думках                   |  |
| 解けて寝た夜の  | ніч проходить              |  |
| 枕とて          | на подушці                 |  |
| 独り寝る夜の    | вночі сплю сама            |  |
| 仇枕            | на пустій подушці          |  |
| 袖は片敷く      | укрита лише рукавом        |  |
| 妻じゃと云うて  | дружиною назвав [мене].    |  |
| 愚痴な女子の    | неосвіченої дівчини        |  |
| 心も知らず      | не знає думок.             |  |
| しんと更けたる  | син то фукэтару            |  |
| 鐘の声          | Звук дзвона                |  |
| 昨夜の夢の      | в ночі від сну             |  |
| 今朝覚めて      | пробудив мене цього ранку. |  |
| 床し懐かし      | Чарівна печаль,            |  |
| やるせなや      | невтішна.                  |  |
| 積もると知らで  | Я і не помітила,           |  |
| 積もる白雪      | як нападав білий сніг.     |  |

## Ніхон-буйо в масовій культурі
Ряд популярних фільмів японського кінематографу, особливо фільми жанру дзідайгекі 1950-1960-х років, містять приклади виконання танців, які є різновидами ніхон-буйо. Серед кіно виконавців, зокрема, відомі Хібарі Місора і Адзума Тійоносуке; останній — сам відомий хореограф цього жанру, а з 1967 по 2000 роки — іемото школи ніхон-буйо Вакана-рю.
Приклади:
Хібарі Місора
- «Бентен Кодзі» (1960) — храмовий «Танець Червоного Лева» (в ролі послушника Кікуносуке, майбутнього Бентен Кодзі)
- «Принцеса Сен і Хідейорі» (1962) — танець з нагінатою (в ролі принцеси Сен, онучки Токуґави Іеясу)
- «Подорож Хібарі і Тіемі 2: Дорогоцінна парасолька закоханих» (1963) — участь в Бон одорі (в ролі окімі, принцеси клану Цуруока)
- Танці в ролях гейш в різних фільмах.

Адзума Тійоносуке
- «Детектив в спідниці 3: Летючі монети» (1959) — танець з нагінатою (в ролі самурая Хёми Сасакі)
- Фантастичний (токусацу) телесеріал «Mobile Sheriff Jiban» (1989—1990) — У 30-й серії Адзума грає роль іемото школи ніхон-буйо (фактично — самого себе), в тому числі виконує танець.